# Верица Милошевић
Верица Милошевић (Црљенац, Петровац на Млави, 3. јун 1943) српска је позоришна глумица. Легат Верице Милошевић и њеног супруга Раше Перића налази се у Удружењу за културу, уметност и међународну сарадњу „Адлигат”.

## Биографија
Основну школу завршила је у родном селу а гимназију у Петровцу на Млави и потом Академију за позориште, филм, радио и телевију у класи професора Мате Милишевића.
Највећи део професионалне каријере провела је као глумица Српског народног позоришта, где је од 1967. стални члан. Поред рада у СНП, глумила је у ЈДП, Позоришном игралишту, Театру поезије, Камерном позоришту Маска.
Остварила је улоге и на филму, радију и телевизији.
Предавала је глуму и била сарадник у настави на Академији уметности у Новом Саду од 1982. Многи познати глумци су били њени студенти: Драган Вујић Вујке, Марко Живић, Милорад Капор, Милица Зарић, Милан Чучиловић, Радмила Томовић и други.
Бави се израдом колажа, које је излагала у преко петнаест градова Србије на двадесет и шест изложби.
Од одласка у пензију води драмски студио у Петровцу на Млави.
Ауторка је аутобиографије Глумица и Мој драмски студио као и песничке збирке Чуваркуће.
Супруг јој је српски песник Раша Перић.

## Награде
- Годишња награда Српског народног позоришта
- Златна значка Културно-просветне заједнице Србије

## Улоге у позоришту
| Улога                      | Комад                     | Писац                  |
| -------------------------- | ------------------------- | ---------------------- |
| Катрин                     | Мајка Храброст            | Бертолт Брехт          |
| Ангустија                  | Дом Бернарда Албе         | Федерико Гарсија Лорка |
| Фрида                      | Хенрик IV                 | Луиђи Пирандело        |
| Весна Домбровска           | Клара Домбровска          | Јосип Кулунџић         |
| Софка                      | Нечиста крв               | Бора Станковић         |
| Она                        | Нисам Ајфелова кула       | Екатерина Опроју       |
| Бојка                      | Чвор                      | Петар Петровић Пеција  |
| Зона                       | Зона Замфирова            | Стеван Сремац          |
| Нора                       | Плуг и звезде             | Шон О’Кејси            |
| Агика                      | Породица Тот              | Иштван Еркењи          |
| Керол Мелкит               | Мрачна комедија           | Питер Шефер            |
| Џил                        | Сексирама                 | Роберт Андерсон        |
| Докторка                   | Симпозијум или о љубави   | Милан Кундера          |
| Учитељица енглеског језика | Госпођа министарка        | Бранислав Нушић        |
| Жена                       | Женски разговори          | Душко Радовић          |
| Госпођа Стерија            | Лажа и паралажа           | Јован Стерија Поповић  |
| Ћерка лепе Наталије        | Ти си то                  | Слободан Стојановић    |
| Модискиња Клара            | Сламни шешир              | Ежен Лабиш             |
| Андрица                    | Награжденије и наказаније | Јоаким Вујић           |
| Хасанагиница               | Хасанагиница              | Љубомир Симовић        |
| Госпођица Јулија           | Госпођица Јулија          | Аугуст Стриндберг      |
| Ержика                     | Поп Ћира и поп Спира      | Стеван Сремац          |
| Елена Јаниело              | Субота, недеља, понедељак | Едуардо де Филипо      |
| Киша Ђорчевска             | Пасквелија                | Живко Чинго            |
| Пријатељ                   | Обешењак                  | Борислав Пекић         |
| Цвета Николин              | Светислав и Милева        | Милош Николић          |
| Розарија                   | Три жене                  | Дача Мараини           |
| Габи                       | Клопка                    | Роберт Тома            |
| Агата                      | Злочин на козјем острву   | Уго Бети               |
| Анђео                      | Патње господина Мокинпота | Петар Вајс             |
| Старица                    | Столице                   | Ежен Јонеско           |

## Галерија
- Колаж Верице Милошевић у Адлигату
- Колаж Верице Милошевић у Адлигату
- Колаж Верице Милошевић у Адлигату
- Колаж Верице Милошевић у Адлигату
- Колаж Верице Милошевић у Адлигату